# Jackus Sondeckis

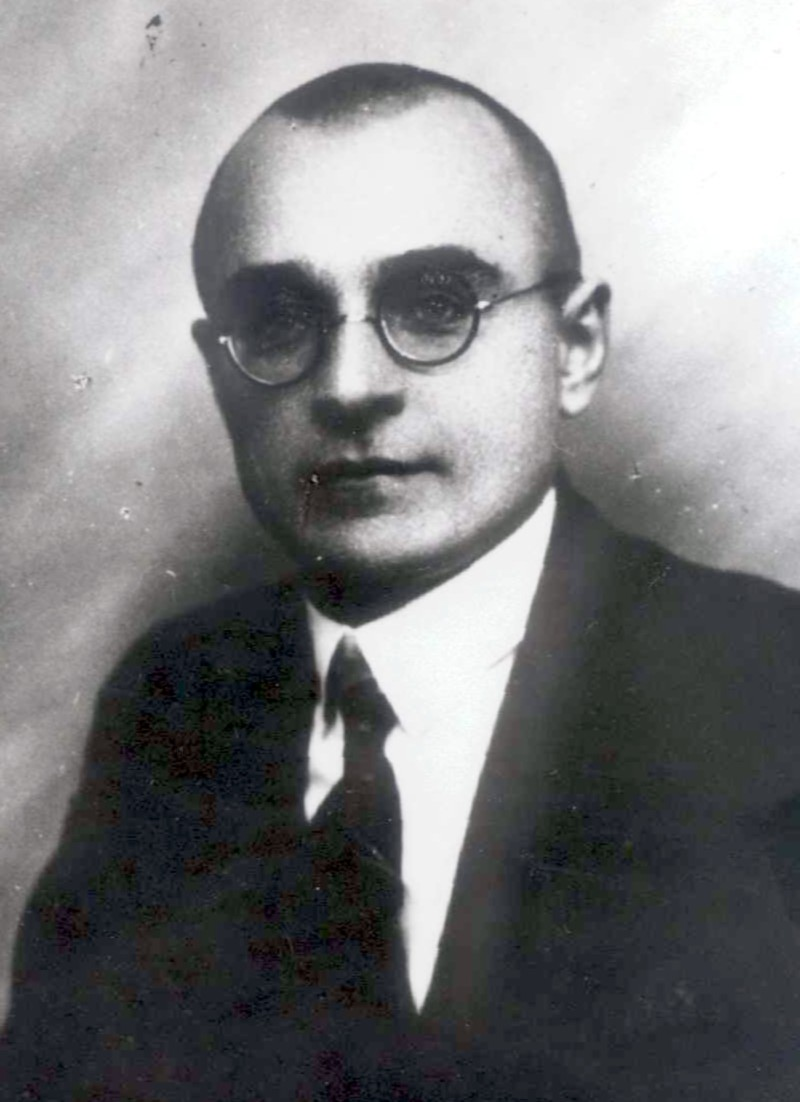

Jackus Sondeckis-Sonda (* 15. Januar 1893 in Šašaičiai, jetzt Rajongemeinde Telšiai; † 14. Oktober 1989 im Flughafen Scheremetjewo, Moskau) war ein litauischer Politiker, Bürgermeister von Šiauliai.

## Leben
Sondeckis lernte am Gymnasium Kaunas und 1914 absolvierte das Gymnasium Vilnius. Von 1914 bis 1917  studierte er die Naturwissenschaft an der Universität Sankt Petersburg. 1918 arbeitete Sondeckis im Bezirk Seda (jetzt Rajongemeinde Mažeikiai) und von 1918 bis 1919 als Arbeitsinspektor von Bezirk Šiauliai. Von 1920 bis 1924 studierte er an der Universität Halle.  Von 1925 bis 1931 war Sondeckis Bürgermeister von Šiauliai und von 1931 bis 1940  Direktor der Krankenkasse Šiauliai. Ab 1931 war er Mitglied der Partei LSDP. Ab  1941 leitete Sondeckis die Finanzabteilung der Stadtgemeinde Šiauliai. Ab 1950 lebte er in Boston.

## Familie
Sondeckis war verheiratet. Seine Ehefrau Rozalija Sondeckienė (1897–1952) lehrte am Jungengymnasium Šiauliai. Sein Sohn Saulius Sondeckis (1928–2016) war Dirigent und Professor in Vilnius sowie Ehrenbürger von Šiauliai und Mažeikiai.

## Ehrung
- 1997: Gerechter unter den Völkern